# Vigdis Røising
Vigdis Røising, född 6 juli 1937 i Oslo, död där 9 februari 1996, var en norsk skådespelare och sångare.
Røising medverkade i sex filmer 1954–1964. Hon debuterade i Edith Carlmars Aldri annet enn bråk där hon spelade en av de ledande rollerna som dottern Maiken. Hon medverkade senare i Carlmars filmer Bedre enn sitt rykte och Lån meg din kone. År 1962 spelade hon i  Øyvind Vennerøds Sønner av Norge kjøper bil och 1964 i  Knut Bohwims Blåkragar och Knut Andersens Nydelige nelliker. Hon medverkade 1963 i underhållningsprogrammet Prospektkortet som sändes i NRK.

## Filmografi
- 1954 – Aldri annet enn bråk
- 1955 – Bedre enn sitt rykte
- 1958 – Lån meg din kone
- 1962 – Sønner av Norge kjøper bil
- 1964 – Blåkragar
- 1964 – Nydelige nelliker